# Game Boy Advance
Game Boy Advance (forkortet GBA) er en 32-bit mobil spillekonsol udviklet og produceret af Nintendo, som efterfølgeren til Game Boy Color. Den blev udgivet i Japan den 21. marts 2001, i Nordamerika den 11. juni 2001, i Australien og Europa den 22. juni 2001 og i Kina den 8. juni 2004 (eksklusiv Hong Kong). Nintendos konkurrenter på det håndholdte marked på det tidspunkt var Neo Geo Pocket Junior, WonderSwan, GP32, Tapwave Zodiac, og N-Gage. Trods konkurrenternes bedste indsats, fastholdt Nintendo den største markedsandel med Game Boy Advance.
Til og med 30. juni 2010, havde Game Boy Advance serien solgt 81,51 millioner enheder på verdensplan. Dens efterfølger, Nintendo DS, blev udgivet i november 2004 og er også kompatibel med Game Boy Advance software.

## Game Boy Micro
I september 2005 lancerede Nintendo endnu en ny udgave af Game Boy Advance, kaldet Game Boy Micro. Denne er blot på størrelse med en mobiltelefon, hvilket gør den til den mindste maskine, Nintendo har lanceret. Skærmen er blot 51 mm, og selve maskinen vejer 80 g.
Game Boy Micro kan, til forskel fra Game Boy Advance og Game Boy Advance SP, ikke afspille spillene til de tidligere Game Boys eller kommunikere med Nintendo GameCube. Den er blevet kritiseret for den ringe størrelse på skærmen, og alt dette har fået mange til at fravælge Game Boy Micro til fordel for Nintendo DS, som blev lanceret allerede i 2004, og som inkluderer alle Game Boy Micros funktioner samt flere nye.
Nintendo har siden erkendt, at salget af Game Boy Micro har været skuffende.